# Кирил Батембергски
Кирил Батембергски е български художник.
Работи предимно в областта на портрета, натюрморта, пейзажната живопис и нефигуративните композиции. Творбите му са изградени в различни живописни техники: масло, сух и маслен пастел, акварел, гваш и смесени техники.
През 2014 г. художникът прави дарение от три икони на православната църква „Света Троица“ в село Алваново.

## Биография
Роден е на 10 юли 1958 г. в град Исперих. Основно и средно образование получава в Разград. В периода 1980 – 1985 г. следва специалност „Живопис“ във Факултета по изобразително изкуство на Великотърновският университет „Св. св. Кирил и Методий“.
От 1986 г. живее и твори в Търговище, става член на Дружеството на художниците в града. През 1990 г. е приет за редовен член на Съюза на българските художници. Работи като учител по рисуване във 2 средно училище „Професор Никола Маринов“ в Търговище.
Умира в Търговище на 17 септември 2018 г.

## Изложби
Участва във всички изложби на Дружеството на художниците в Търговище. От 1984 г. е участвал в около 20 национални изложби. Уредил е девет самостоятелни изложби:
- 1986 г. в Лозница
- 1987 г. в Търговище
- 1989 г. в Търговище
- 1991 г. в Асеновград
- 1991 г. в Шумен
- януари 1994 г. в галерия „Палас 2“, Варна
- март 1994 г. в галерия „Шипка 6“, София
- ноември 1994 г. в Женева, Швейцария
- юни – юли 1995 г. в галерия „Палас 2“, ДКС Варна